# Elma (Washington)
Elma es una ciudad ubicada en el condado de Grays Harbor en el estado estadounidense de Washington. En el año 2000 tenía una población de 3.049 habitantes y una densidad poblacional de 699,8 personas por km².

## Geografía
Elma se encuentra ubicada en las coordenadas 47°0′20″N 123°24′23″O / 47.00556, -123.40639.

## Demografía
Según la Oficina del Censo en 2000 los ingresos medios por hogar en la localidad eran de $32.031, y los ingresos medios por familia eran $36.638 Los hombres tenían unos ingresos medios de $38.929 frente a los $23.125 para las mujeres. La renta per cápita para la localidad era de $13.629. Alrededor del 19,4% de la población estaban por debajo del umbral de pobreza.